# De Leon
De Leon – miasto w Stanach Zjednoczonych, w stanie Teksas, w hrabstwie Comanche.